# Lamberto Visconti di Eldizio
Pour les articles homonymes, voir Visconti.
Lamberto Visconti di Eldizio (... – mort à Pise en 1225) noble pisan qui fut « Juge consort » puis unique Juge du Judicat de Gallura  en Sardaigne du décès de son épouse Elena de Lacon-Gunale en 1220 jusqu'à sa propre mort.

## Biographie

### Origine familiale
Lamberto est un membre de la famille des Visconti de la république de Pise. Son grand père Alberto Visconti fut patrice de la cité toscane charge qu'assume également son père Eldizio Visconti lequel est également consul en 1184-1185. Ubaldo Visconti et son frère Lamberto exercent aussi la charge de Patrice et également celle de Podestà. Leur grand-mère fut une certaine Aligarda et leur mère une fille anonyme de Pietro Torchitorio III de Cagliari. Cette union est à l'origine des revendications de Lamberto sur ce Judicat.

### Implantation de Pise en Sardaigne
Elena, la jeune fille de Barisone II de Gallura, héritière du Judicat de Gallura et dernière descendante des Lacon-Gunale, le « choisit spontanément » comme époux malgré la volonté du pape Innocent III, qui se considérait comme le suzerain de la Sardaigne et avait organisé son mariage avec l'un de ses cousins Transamund de Segni. L'excommunication lancée contre Lamberto et l'interdit fulminé contre la cité de Pise l'oblige à reconnaitre en 1207, le tort fait au souverain pontife et restituer Gallura.
En 1209 le Juge Comita de Torres vassal du Saint-Siège, envahit Gallura, occupe Civita et pour une brève période impose sa souveraineté sur le Judicat. Lamberto réagit rapidement et avec ses alliés pisans il le chassent. Entre 1210 et 1215 avec un appui important de la république de Pise, Lamberto attaque le Judicat de Logudoro et le Judicat d'Arborée. Puis en 1215, mettant à profit la faiblesse manifeste des Juges Benedetta de Cagliari et de son époux Barisone III d'Arborée, il rassemble une grande flotte et débarque une armée à Cagliari, où il occupe la colline dominant la cité qu'il fortifie. Il laisse à son frère Ubaldo le soin de conquérir le reste du Judicat.
En 1220 Ubaldo, après la mort du Juge consort Barisone III Torchitorio IV de Cagliari, organise le mariage de sa veuve Benedetta, avec son frère Lamberto. Par le biais de cette union les deux frères dominent la totalité de la Sardaigne car Lamberto contrôlait déjà Gallura à la suite de la mort de sa première épouse Elena en 1220 et Ubaldo occupait le Judicat de Cagliari. À la mort de Lamberto en 1225, il a comme successeur son fils Ubaldo II né d'Elana de Lacon et dont il avait organisé le mariage en 1219 avec Adelasia de Torres petite-fille de Comita de Torres.